# عبد الله بن سلطان السلطان
الفريق الركن عبد الله بن سلطان بن محمد السلطان، قائد القوات البحرية الملكية السعودية سابقا، تم تعيينه خلفاً للقائد السابق الفريق الركن دخيل الله الوقداني بتاريخ 15-07-1435هـ الموافق 14 مايو 2014م
وكان قد شغل عدة مناصب هامة في القوات البحرية قبل تعيينه قائداً لها، فخلال العشر سنوات الأخيرة: رئيس هيئة العمليات بالقوات البحرية، ثم قائداً للأسطول الغربي،  ثم نائب قائد القوات البحرية. والده سلطان بن محمد السلطان فكان أميراً لمحافظة الخبراء بمنطقة القصيم في الستينات الهجرية، وللفريق عبد الله السلطان ثلاث أخوة، هم أخيه الأكبر محمد السلطان أحد منسوبي إمارة منطقة القصيم سابقاً، وأخيه الأكبر الثاني حسن السلطان محافظ رياض الخبراء من عام 1398هـ حتى 1/ 07/ 1434هـ، أما أخيه الثالث والأصغر فهو الأستاذ عبد العزيز السلطان أحد منسوبي وزارة الخارجية، وكان عمه سليمان بن محمد السلطان أميراً لمنطقة تبوك، حيث صدر أمر بتعيينه عام 1356هـ.